# 포화 속의 우정
《포화 속의 우정》(Unsere Mütter, unsere Väter)은 2013년 공개된 독일의 영화이다.

## 줄거리
"우린 반드시 살아서 돌아가야 해" 1941년 베를린, 유럽을 뒤흔든 세계 2차 대전의 소용돌이 속에서 일생 일대의 위기를 맞게 된 다섯 친구들. 독일군 소위 빌헬름과 동생 프리드헬름, 그리고 간호사 샬롯이 동부전선으로 떠나고, 가수 지망생 그레타는 자신의 유대인 연인 빅토르를 지키기 위해 중대한 결심을 한다. 동부 전선으로 떠난 형제의 갈등은 극에 달하고, 나치의 광기와 전쟁의 참혹함 속에서 희망과 용기는 절망과 배신이 되는데...

## 배역
볼커 브루흐 (빌헬름 역), 톰 쉴링 (프리드헬름 역), 카테리나 쉬틀터 (그레타 역), 미리암 슈타인 (샬롯테 역), 루트비히 트렙테 (빅토르 역)